# Ghosteen
Ghosteen ist das siebzehnte Studioalbum der australischen Rockband Nick Cave and the Bad Seeds. Es erschien am 4. Oktober 2019 digital und wurde am 8. November 2019 als Doppelalbum auf CD und LP veröffentlicht.

## Hintergrund
Ghosteen bildet mit den vorherigen Alben Push the Sky Away und Skeleton Tree eine Trilogie.
Wie der 2016 erschienene Vorgänger steht das Album abermals im Zeichen des Unfalltodes von Nick Caves Sohn Arthur im Juli 2015. Der Songwriter nahm im Februar 2017 die Arbeiten zu dem Nachfolger des hochgelobten Skeleton Tree auf. Neben Sterblichkeit und Verlust behandeln die Songs auch Liebe und Hoffnung. Das Konzeptalbum ist in zwei Teile gegliedert, wie Nick Cave verlauten lässt:

„The songs on the first album are the children. The songs on the second album are their parents. Ghosteen is a migrating spirit.“

Aufgenommen wurde Ghosteen zwischen 2018 und Frühjahr 2019 in Studios in West Hollywood, Malibu, Brighton, London und Berlin. An der Abmischung in den Conway Recording Studios in Los Angeles waren neben Cave und Warren Ellis auch Lance Powell und der Filmemacher Andrew Dominik beteiligt. Der Regisseur drehte 2016 den Dokumentarfilm One More Time with Feeling über den Entstehungsprozess des Albums Skeleton Tree.
Musikalisch ist das Album geprägt von warmen Ambient-Klängen und dem Einsatz von Analogsynthesizern und Bandschleifen, sphärische Soundscapes treten an die Stelle von Rhythmen.
Das Albumcover stellt einen Kontrast zu dem schwarz gehaltenen Motiv von Skeleton Tree dar. Bei der paradiesischen Szenerie handelt es sich um eine Variation des Gemäldes The Breath of Life des Malers Tom duBois aus dem Jahr 2001. Das Bild auf dem Cover wurde mehrfach als Kitsch bezeichnet. Die Hülle wurde von Cave und der Designagentur Hingston Studio gestaltet, die Fotos stammen von Matthew Thorne.
Der Albumtitel verbindet das englische Wort Ghost („Geist“) mit dem irischen Suffix -een. Übersetzt heißt Ghosteen wortgetreu „Kleiner Geist“.

## Veröffentlichung
Ghosteen feierte seine Premiere am 3. Oktober 2019 als Video auf dem offiziellen YouTube-Kanal der Band, bevor es am folgenden Tag per Download und Musikstreaming verfügbar wurde. Am 8. November 2019 haben Ghosteen Ltd. und Vertriebspartner Rough Trade Records das Album als Doppel-CD und Doppel-LP auf den Markt gebracht.

## Titelliste
Alle Songs stammen aus der Feder von Nick Cave und Warren Ellis.
Teil 1 (The Children)
1. Spinning Song – 4:43
2. Bright Horses – 4:52
3. Waiting for You – 3:54
4. Night Raid – 5:07
5. Sun Forest – 6:46
6. Galleon Ship – 4:14
7. Ghosteen Speaks – 4:02
8. Leviathan – 4:47
Teil 2 (Their Parents)
9. Ghosteen – 12:10
10. Fireflies – 3:23
11. Hollywood – 14:12

## Rezeption
Nach Veröffentlichung erhielt Ghosteen zumeist überschwängliche Kritiken. Die Website Metacritic, welche Kritiken von verschiedenen Redaktionen zusammenfasst, bewertet Ghosteen basierend auf 28 Kritiken mit 96 von 100 möglichen Punkten, es ist damit das höchstbewertete Album des Jahres 2019 und neben To Pimp a Butterfly das höchstbewertete Album der 2010er Jahre. Arno Raffeiner, dem Rezensenten des Spiegel, gefiel das Album dagegen nicht: So habe man die Bad Seeds noch nie gehört, doch sei fraglich, ob das angesichts „schmalziger Chorälen und Synthies“ begrüßenswert sei. Cave liefere eine „Klischeevorstellung heilender Musik“ ab, den Texten fehle jeder Humor. Die Tierfabeln, die er auf Ghosteen erzähle, wollten verstanden werden in der „Tradition der Klagesänger und Trostspender, die immer wieder vom Werden und Vergehen künden, von den banalen, finsteren, wundersamen Konstanten des Lebens“. Jedoch habe Cave auf seinen älteren Platten „schon bessere Parabeln erzählt“. In der taz beschrieb Robert Mießner die Musik des Albums als „Ambient-Gospel“ und freute sich über raffinierte musikalische Details, die man beim genauen Zuhören entdecken könne. Insgesamt sei es, auch vor dem Hintergrund des Unfalltods von Caves Sohn im Jahr 2015, „wirklich düster“.
Rolling Stone wählte Ghosteen auf Platz 87 der 100 besten Alben des Jahrzehnts.